# Campionati europei di sollevamento pesi 1948
I Campionati europei di sollevamento pesi 1948, 30ª edizione della manifestazione, si svolsero a Londra dal 9 all'11 agosto, all'Earls Court Exhibition Centre; la gara olimpica venne considerata valida anche come campionato europeo e furono classificati i tre atleti del continente col miglior piazzamento. La stessa cosa si ripeterà anche ad Helsinki nel 1952.

## Formula
La formula prevedeva tre serie di sollevamenti:
- sollevamento a distensione a due mani;
- sollevamento a strappo a due mani;
- sollevamento a slancio a due mani.

## Titoli in palio
| Categoria            | Eventi        | Atleti |
| -------------------- | ------------- | ------ |
| Pesi gallo           | 56 kg         | 8      |
| Pesi piuma           | 60 kg         | 10     |
| Pesi leggeri         | 67,5 kg       | 8      |
| Pesi medi            | 75 kg         | 10     |
| Pesi massimi leggeri | 82,5 kg       | 8      |
| Pesi massimi         | Oltre 82,5 kg | 5      |

## Nazioni partecipanti
Le nazioni europee partecipanti furono 11 per un totale di 49 atleti iscritti. Tra parentesi i partecipanti per nazione.
- Austria (6)
- Belgio (3)
- Danimarca (4)
- Finlandia (4)
- Francia (9)
- Italia (1)
- Paesi Bassi (2)
- Regno Unito (10)
- Svezia (4)
- Svizzera (3)
- Ungheria (3)

## Risultati
| Evento                    | Oro             | Oro   | Argento              | Argento | Bronzo            | Bronzo |
| ------------------------- | --------------- | ----- | -------------------- | ------- | ----------------- | ------ |
| 56 kg. (dettagli)         | Julian Creus    | 297,5 | Marcel Thévenet      | 280,0   | Ernő Porubszky    | 270,0  |
| 60 kg. (dettagli)         | Johan Runge     | 305,0 | Max Heral            | 300,0   | André Le Guillerm | 300,0  |
| 67,5 kg. (dettagli)       | Jim Halliday    | 340,0 | Jørgen Fryd Petersen | 315,0   | René Aleman       | 315,0  |
| 75 kg. (dettagli)         | Pierre Bouladou | 355,0 | Bill Watson          | 350,0   | Georges Firmin    | 347,5  |
| 82,5 kg. (dettagli)       | Gösta Magnusson | 375,0 | Jean Debuf           | 370,0   | Juhani Vellamo    | 355,0  |
| Oltre 82,5 kg. (dettagli) | Abraham Charité | 412,5 | Alfred Knight        | 390,0   | Niels Petersen    | 382,5  |

## Medagliere
| Posiz. | Nazione     | Oro | Argento | Bronzo | Totale |
| ------ | ----------- | --- | ------- | ------ | ------ |
| 1      | Regno Unito | 2   | 2       | 0      | 4      |
| 2      | Francia     | 1   | 3       | 3      | 7      |
| 3      | Danimarca   | 1   | 1       | 1      | 3      |
| 4      | Paesi Bassi | 1   | 0       | 0      | 1      |
| 4      | Svezia      | 1   | 0       | 0      | 1      |
| 6      | Finlandia   | 0   | 0       | 1      | 1      |
| 6      | Ungheria    | 0   | 0       | 1      | 1      |
| Totale | Totale      | 6   | 6       | 6      | 18     |

## Classifica a squadre
Il sistema di punteggio è basato sui punti distribuiti per l'esercizio totale in base allo schema adottato nel 1948:
| Pos. | Squadra     | Punti |
| ---- | ----------- | ----- |
| 1    | Francia     | 17    |
| 2    | Regno Unito | 16    |
| 3    | Danimarca   | 9     |
| 4    | Svezia      | 5     |
| 5    | Paesi Bassi | 5     |
| 6    | Ungheria    | 1     |
| 7    | Finlandia   | 1     |
| —    | Austria     | 0     |
| —    | Belgio      | 0     |
| —    | Italia      | 0     |
| —    | Svizzera    | 0     |